# Songbird (KOKIAのアルバム)
『songbird』（ソングバード）は、KOKIAの1枚目のオリジナルアルバム。1999年7月16日にポニーキャニオンから発売された。

## 概要
日向敏文全面プロデュース作品。1stシングル「愛しているから」のカップリング曲「You」、3rdシングル「ありがとう…」の中から同曲とカップリング曲「愛しているから(Sincerely Version)」を収録。その他、8曲がアルバムオリジナルとなっている。なお、「愛しているから」はフジテレビ系ドラマ「ブラザーズ」の挿入歌であり、同曲と「You」を除き全てKOKIAの作詞作曲である。
本アルバムは1999年に香港でも発売され、中でも「ありがとう…」は同年の香港国際流行音楽大賞で3位を記録、サミー・チェンが広東語でカバーした「ARIGATOU」も1位を記録している。また、「私は歌う小鳥です」は香港地区限定でファンケルのTVCMソングに起用されている。
KOKIAの音楽活動10周年となる2008年にはポニーキャニオン時代のセレクションアルバムとして、『songubird』収録曲に「愛しているから」のシングルバージョン、2ndシングル「Tears in Love」の中から同曲とカップリング曲「Blue Night」の3曲を追加した『KOKIA complete collection 1998-1999』が発売された。

## 収録曲
1. 私は歌う小鳥です [2:53]
作詞・作曲：KOKIA、編曲：日向敏文
  - ファンケルCMソング（香港地区限定）
2. そよ風が草原をなでるように [5:06]
作詞：KOKIA、作曲：KOKIA・日向敏文、編曲：日向敏文
3. I catch a cold [3:08]
作詞・作曲：KOKIA、編曲：日向敏文
4. 白い雪 [4:21]
作詞・作曲：KOKIA、編曲：日向敏文
5. River [4:20]
作詞・作曲：KOKIA、編曲：日向敏文
6. 昼下がりの時 [4:05]
作詞・作曲：KOKIA、編曲：日向敏文
7. You [5:05]
作詞・作曲：日向敏文、編曲：日向敏文・中西俊博（ストリングス・アレンジ）
8. Live Alone [5:52]
作詞・作曲：KOKIA、編曲：日向敏文
9. ありがとう… [4:08]
作詞・作曲：KOKIA、編曲：日向敏文
  - フジテレビ系『カワズ君の検索生活』内コーナー「泣ける2ちゃんねる」使用曲
10. エリカ [4:04]
作詞・作曲：KOKIA、編曲：日向敏文
11. 愛しているから（Sincerely Version） [4:54]
作詞・作曲：水野幸代、作曲・編曲：日向敏文